# Saint-Martin-d'Auxigny

Saint-Martin-d'Auxigny este o comună în departamentul Cher, Franța. În 1 ianuarie 2022 avea o populație de 2.525 de locuitori.